# Lexie Grey
Alexandra "Lexie" Caroline Grey, M.D. é uma personagem fictícia da série de televisão de drama médico da ABC Grey's Anatomy, interpretada pela atriz Chyler Leigh. Criada pela produtora da série Shonda Rhimes, a personagem é apresentada na terceira temporada como a meia-irmã paterna mais jovem da protagonista titular. Ela transfere-se para o Seattle Grace Hospital como uma nova interna cirúrgica após a morte súbita de sua mãe, e acaba sendo nomeada residente cirúrgica na sexta temporada. Leigh foi originalmente contratada para aparecer em um arco de história de vários episódios, mas acabou recebendo o faturamento de personagem principal das temporadas de quatro a oito. Ela também reprisou seu papel como Lexie no spin-off Private Practice.
O enredo focal de Lexie na série envolveu seu relacionamento romântico com o cirurgião plástico Mark Sloan (Eric Dane). O par sofreu ferimentos fatais durante um acidente de aviação no final da oitava temporada, e o Seattle Grace Mercy West é posteriormente renomeado como Grey-Sloan Memorial Hospital em sua memória. Após a morte deles, Rhimes refletiu sobre o romance do casal: "... Mark e Lexie ficam juntos de certa forma. O amor deles continua verdadeiro." A razão dada para a saída de Lexie depois de mais de cinco anos no show foi o desejo de Leigh de passar mais tempo com sua família.

## História
Alexandra Caroline "Lexie" Grey (nascida em 1984) era filha de Susan (Mare Winningham) e Thatcher Grey (Jeff Perry), e a irmã mais velha de Molly Grey-Thompson (Mandy Siegfried). Ao longo de sua infância, Lexie permaneceu inconsciente de que ela também tinha uma meia-irmã mais velha, Meredith Grey (Ellen Pompeo), nascida de Thatcher e sua primeira esposa, Ellis (Kate Burton), uma famosa cirurgiã. Lexie era extremamente inteligente quando criança, tendo falado na terceira série e "atuado" em seu estágio psicológico. Quando ela completou sete anos, seus pais lhe deram uma festa surpresa que ela sempre lembrava como um de seus melhores aniversários. Ela era muito popular e tinha um grande grupo de amigos no ensino médio, onde foi coroada rainha do baile e oradora da turma.
Em contraste com Meredith, Lexie veio de um lar amoroso com uma educação feliz e idealista. Meredith disse uma vez sobre Lexie: "Ela foi criada corretamente. Com pais, regras e cartazes de rostos sorridentes em sua parede." Apesar disso, as irmãs Grey formam um forte vínculo familiar depois que Lexie se muda para a casa de Meredith.
Lexie possuía uma memória fotográfica, que era frequentemente usada como um recurso valioso e lhe rendeu o apelido de "Lexipedia". Ela demonstrou uma alta aptidão para plástica e neurocirurgia e era geralmente vista como uma das melhores jovens cirurgiões do hospital, muitas vezes sendo solicitada a prestar assistência em muitas cirurgias de alto nível; ela foi considerada a melhor dos internos em seu ano.
Perto do final do ano de internato de Meredith, Molly e Thatcher mencionam que Lexie é uma estudante na Harvard Medical School. Depois que ela se forma, Lexie é aceita pelo Massachusetts General Hospital para buscar sua residência. Após a morte súbita da mãe de complicações decorrentes dos soluços, no entanto, Lexie decide voltar para Seattle para cuidar de seu pai e toma seu internato cirúrgico no Seattle Grace Hospital, um ano atrás de Meredith, que deve começar seu segundo ano de internato. No dia do funeral de sua mãe, Lexie espera no carro quando Thatcher, acompanhado por Molly, vai dizer a Meredith que ela não é bem-vinda na cerimônia, perdendo assim a oportunidade de conhecer sua meia-irmã mais velha. Mais tarde naquela noite, antes de seu internato no Seattle Grace começar, Lexie conhece Derek Shepherd (Patrick Dempsey) no Bar do Joe, refletindo a reunião inicial de Derek com Meredith. O casal flerta e Lexie se oferece para comprar uma bebida para Derek, mas Derek diz que ele está lá com alguns amigos e declina. Ao chegar no vestiário do hospital no dia seguinte, Lexie conhece George O'Malley (T.R. Knight) durante o final de seu primeiro ano como interno. Depois que Lexie se apresenta, George imediatamente percebe sua identidade como a meia-irmã de Meredith.
Lexie rapidamente se torna amiga de George e promete não contar a ninguém que ele está repetindo seu internato depois de ter reprovado em seu exame de internato. A supervisora residente de Lexie é a melhor amiga de Meredith, Cristina Yang (Sandra Oh), que não toma tempo para aprender os nomes de seus internos e, assim, designa Lexie como "Três". Embora Cristina seja inicialmente rude e rigorosa com ela, Lexie acaba se defendendo e consegue ganhar o respeito de sua mentora, com Yang chegando ao ponto de reconhecer Lexie como sua melhor aluna. Lexie está ansiosa para conhecer Meredith, mas recebe uma resposta hostil quando se apresenta pela primeira vez, e suas tentativas posteriores de se relacionar com sua meia-irmã são igualmente rejeitadas. Ela começa a dormir com o residente Alex Karev (Justin Chambers). Alex descobre que Thatcher desceu ao alcoolismo após a morte de sua esposa e muitas vezes irracionalmente ataca Lexie. Quando Lexie é lecionada por Meredith por não cuidar de Thatcher, ela finalmente retalia e decide parar de buscar um relacionamento com sua meia-irmã. Depois de terminar o sexo sem emoção com Alex, Lexie se une ao paciente Nick Hanscom (Seth Green) e está presente quando sua artéria exposta explode, fazendo com que ele sofra uma enorme perda de sangue. Ela consegue parar o sangramento, mas fica perturbada quando Nick mais tarde morre de qualquer maneira. Sentindo simpatia, Cristina convida Lexie para se juntar a ela e Meredith para beber e dançar, fazendo com que o relacionamento das irmãs começar. Na manhã seguinte, Meredith faz de tudo para fazer o café da manhã de Lexie, que Lexie come educadamente apesar de ser alérgica a ovos, resultando em ela ter que ser tratada no hospital. Lexie e George depois concordam em alugar um lugar juntos, mas só podem pagar por um apartamento em ruínas que Lexie tenta melhorar roubando decorações e móveis do hospital. Lexie começa a desenvolver sentimentos românticos por George e secretamente rouba seus arquivos pessoais do escritório do chefe Richard Webber (James Pickens Jr.), descobrindo que George só tinha falhado em seu exame de estágio por um ponto. Ela incentiva George a tentar convencer o chefe de que ele merece uma segunda chance, com a qual o chefe concorda. Um George em êxtase, em seguida, casualmente planta um beijo em Lexie, completamente inconsciente de seus sentimentos por ele.
Lexie continua a nutrir sentimentos românticos por George; sua relação é um reflexo da paixão anterior de George com Meredith. Ela prioriza ajudar George a estudar sobre a participação em uma rara cirurgia oferecida a ela pelo cirurgião plástico Mark Sloan (Eric Dane), mas se sente traída quando George nem sequer pede que ela se torne uma de suas internas depois de passar no exame. Finalmente percebendo que George não sente o mesmo por ela, Lexie desiste de seus sentimentos por ele e a amizade da dupla começa a fracassar. Ela logo descobre que alguns de seus colegas internos secretamente praticavam procedimentos médicos simples um com o outro, e começa a participar dessas operações não autorizadas para provar que ela é "hardcore". Buscando um procedimento mais ousado, Sadie Harris (Melissa George) sugere que eles removam seu apêndice. Embora Lexie concorde, ela rapidamente se vê fora de sua profundidade e é forçada a procurar a ajuda de Meredith e Cristina para salvar a vida de Sadie. Derek encontra Lexie exausta e perturbada com os eventos do dia e permite que ela se mude para o sótão da casa dele e de Meredith. Lexie, em seguida, começa um flerte com Mark e é altamente impressionada depois de vê-lo realizar com sucesso uma cirurgia de ponta. Mais tarde naquela noite, ela aparece no quarto de hotel de Mark e se despe enquanto repete para ele: "Ensina-me". Os dois se aproximam muito rapidamente e entram em um relacionamento romântico, embora sejam forçados a manter segredo quando Derek adverte Mark para ficar longe de Lexie devido a sua grande diferença de idade e por Lexie ser a irmã mais nova de Meredith (ganhando assim o apelido de "Little Grey" ou "Pequena Grey"). Quando a mãe de Derek (Tyne Daly) visita Seattle, Mark inicialmente teme que ela desaprove seu relacionamento com Lexie. Depois de conhecer Lexie, no entanto, a Sra. Shepherd diz a Mark que ela é exatamente o tipo de pessoa jovem com quem ele deveria estar. Quando Lexie e Mark estão se beijando em uma sala de plantão, ela acidentalmente dá a ele uma fratura no pênis e tem que procurar a ajuda de Callie Torres (Sara Ramírez) e Owen Hunt (Kevin McKidd) para tratá-lo. Sadie, em seguida, leva publicamente a culpa pela lesão de Mark para poupar Lexie do fardo de sofrer ainda mais humilhação e culpa. Lexie depois vence uma competição interna organizada por Izzie Stevens (Katherine Heigl) e é parabenizada por Mark. Querendo namorar Mark em público, Lexie o convence a esclarecer Derek sobre o relacionamento deles, ao qual Mark concorda. Mas durante sua confissão, Mark não percebe que Derek acaba de ser devastado pela perda de um paciente, e então eles entram em uma briga. Os dois homens continuam a rivalizar, resultando em Lexie começando a insistir em comer até que eles eventualmente se reconciliem. Lexie é escolhida por Mark para ajudá-lo com uma cirurgia de transplante facial extremamente rara, apenas para ser julgada e ridicularizada por seus pares; eles acreditam que Mark está se aproveitando dela e que ela está usando ele. Lexie então beija Mark na frente dos outros estagiários antes de afirmar: "Eles pensam que somos feios, mas eu sei que somos lindos e podemos nos adaptar a um ambiente hostil". Lexie fica encantada quando Meredith pergunta a ela se ela quer ser dama de honra para o casamento dela e de Derek, apesar de, no final, darem a cerimônia a Alex e Izzie, que foi atingida pelo câncer. Lexie mais tarde pede Mark para conhecer seu pai recém-sóbrio, que Mark inicialmente recusa como ele afirma que os pais nunca gostaram dele. No entanto, Mark percebe o quanto ele quer construir um futuro com Lexie, então ele acaba indo jantar com ela e Thatcher. Logo depois, Mark decide comprar uma casa e convida Lexie para morar com ele apenas para ela recusar, preocupada com a rapidez com que o relacionamento deles está progredindo.
Lexie sente imensa culpa após a morte de George, tendo abandonado a amizade depois que ele falhou em retribuir seus sentimentos românticos em relação a ele. Ela é consolada por Mark e, depois de se tornar uma residente cirúrgica, concorda em se mudar para seu novo apartamento com ele. Lexie e os outros residentes crescem cada vez mais estressados na esteira do anúncio do chefe Webber de que haverá uma fusão administrativa com o Hospital Mercy West, o que significa que o Seattle Grace terá que demitir uma grande parte de seus funcionários. Mark encoraja Lexie a relaxar e apenas tentar o seu melhor durante este período, aconselhando-a a não se preocupar, pois ela merece seu trabalho. Lexie logo descobre que, embora esteja a salvo das demissões, muitos de seus amigos foram cortados do programa. Para tirar a atenção de todos da fusão, Owen leva Lexie, Mark, Derek, Meredith e Cristina para jogar beisebol juntos. Thatcher é mais tarde internado no hospital com insuficiência hepática decorrente de seu alcoolismo anterior. Quando Lexie descobre que ela não é um candidato de transplante adequado, Meredith entra e doa parte de seu fígado para Thatcher para poupar Lexie da dor de perder seu pai. Após a fusão, Lexie desenvolve uma rivalidade com a residente do Mercy West, April Kepner (Sarah Drew), que tenta desesperadamente destruir Lexie enquanto ambas estão no serviço de Derek. Lexie revida roubando o caderno de notas de April e usando seu conteúdo pessoal para humilhá-la, embora Lexie depois se desculpe. Quando um paciente morre de um erro de negligência médica cometido por um dos muitos cirurgiões que a trataram, Webber começa uma caça às bruxas para rastrear o culpado e identificar a causa da morte, e Lexie está entre os médicos que são interrogados; em última análise, é descoberto que April foi a culpada. Mais tarde, Derek recruta Lexie para sua "cirurgia desonesta" não autorizada no tumor "inoperável" do técnico do hospital Isaac (Faran Tahir), com Lexie atuando como cuidadora de Derek durante o longo e exaustivo procedimento. Lexie é apoiada por Mark e, para evitar ter que sair da sala de cirurgia, recorre ao uso de uma fralda para que ela possa se hidratar o suficiente antes e durante a cirurgia. Perto do final do ano, Mark e Lexie recebem um choque quando uma adolescente grávida chamada Sloan Riley (Leven Rambin) aparece alegando ser a filha de Mark, e sua filiação é logo confirmada. Mark rapidamente concorda em deixar Sloan e o bebê se mudarem permanentemente sem consultar Lexie, resultando no fim do relacionamento deles, já que ela ainda é muito jovem para ser avó. Uma chateada e bêbada Lexie, em seguida, se envolve em uma noite com Alex, mas se sente culpado e confessa com Mark, que fica furioso com ela, apesar de admitir que ele teve uma noite com Addison Montgomery (Kate Walsh). Embora ela secretamente reprima seus sentimentos por Mark, Lexie e Alex assumem um relacionamento casual que Lexie usa para deixar Mark com ciúmes. Lexie depois quebra na frente de Meredith quando Alex diz a ela que Mark começou a namorar Teddy Altman (Kim Raver). Depois que Sloan entrega seu bebê para adoção e deixa Seattle, Mark se aproxima de Lexie e confessa seu amor por ela. A atordoada Lexie afirma que Alex é agora o namorado dela, ao que Mark responde: "Eu sei. Só estou dizendo que você poderia ter um marido." Lexie participa de uma cirurgia em Alison Clark (Caroline Williams) e informa seu marido Gary (Michael O'Neill) que foi um sucesso, apenas para Alison sofrer um derrame e entrar em coma que Derek e Webber afirmam que é improvável que ela acorde. Como Alison assinou um formulário DNR, Lexie é forçada a desligar as máquinas que a mantém viva, apesar dos pedidos de Gary para ela parar. Depois de fracassar em uma tentativa de processar Seattle Grace Mercy West, Gary volta mais tarde ao hospital com uma arma, em busca de vingança contra Derek, Webber e Lexie. Mark protege Lexie durante o tiroteio e os dois tentam salvar Alex, que está criticamente ferido. Lexie se dirige para o hospital evacuado para procurar suprimentos e fica cara a cara com Clark. Antes que Clark possa atirar nela, no entanto, um membro da equipe da SWAT o feriu e Lexie consegue escapar. Lexie e Mark passam a salvar a vida de Alex, durante a qual Lexie percebe que Alex ainda está apaixonada por sua ex-esposa Izzie, enquanto ele a chama enquanto está delirante e à beira da morte. Depois de ter uma conversa com Webber, Gary Clark eventualmente comete suicídio, tendo matado onze pessoas e ferido outras sete, além de ter causado um aborto espontâneo a Meredith.
Depois de reconhecer abertamente o tiroteio como um assassinato em massa durante uma sessão de terapia com o conselheiro de trauma Andrew Perkins (James Tupper) e os outros residentes, Lexie experimenta um colapso psicótico decorrente de TEPT e privação de sono enquanto ela está tratando um paciente. Ela é internada na enfermaria psiquiátrica do hospital, onde está sedada por mais de cinquenta horas com Meredith permanecendo ao seu lado. Alex interrompe seu relacionamento com Lexie, porque ele não pode lidar com ter que cuidar de uma pessoa passando por TEPT e ele gosta de dormir com mulheres que acham ter sido baleado para ser atraente. Lexie, após se recuperar e ser liberada para a cirurgia, confronta Alex no casamento de Cristina e Owen e o derruba dizendo que a razão pela qual ele está vivo é por causa dela. Lexie fica irritada quando outras pessoas no hospital a veem como frágil e incompetente devido a seu colapso e trabalha duro para consertar sua imagem; ela salva uma mulher de ficar paralisada quando ninguém mais pegou a questão. Ela continua a ganhar confiança ao longo da temporada e ajuda Miranda Bailey (Chandra Wilson) a descobrir uma cura para fístulas hospitalares. A rivalidade de Lexie com April se intensifica quando este começa a se aproximar de Meredith, mas Meredith depois garante a Lexie que ela sempre será sua irmã. Enquanto isso, Lexie e Mark continuam trabalhando juntos, mas nunca parecem acertar na hora certa. Quando Lexie e Mark percebem que continuam a nutrir sentimentos um pelo outro, no entanto, eles retomam o relacionamento. Lexie quase sofre outro colapso quando as vítimas de um tiroteio na escola são enviadas para o Seattle Grace Mercy West para tratamento, o que a lembra de sua experiência de quase morte durante o tiroteio no hospital. Mark conforta Lexie e os médicos finalmente conseguem salvar todas as vítimas do tiroteio, após o que Lexie diz a Mark que ela o ama. A felicidade de Lexie e Mark mais uma vez é interrompida quando ela descobre que durante seu rompimento, Mark acidentalmente engravidou Callie, e ela termina seu relacionamento mais uma vez porque ela não está pronta para as crianças. Thatcher é internado no hospital com pedras nos rins e Lexie fica chocada ao descobrir que ele está namorando uma menina de 20 anos de idade. Preocupado com o bem-estar de Lexie e ansioso para reconquistá-la, Mark recruta seu protegido Jackson Avery (Jesse Williams) para descobrir o que a está incomodando. Ela revela a Jackson que ela está frustrada com as pessoas com quem ela se importa, especificamente Mark e seu pai, tomando importantes decisões que mudam sua vida sem considerar seus sentimentos. Quando Lexie ouve Mark dizendo que ele cuidará do filho dele e de Callie, independentemente de com que doença nasce, ela lamenta ter deixado Mark até explicar a situação antes que ela se afastasse dele. No entanto, Jackson consegue convencer Lexie que ninguém simplesmente tem uma alma gêmea e os dois subsequentemente começam a namorar. Mark fica furioso e perturbado quando descobre que Jackson entrou em um relacionamento com Lexie e tenta desesperadamente reconquistá-la, mas pouco tempo depois, Callie está envolvida em um grave acidente de carro e Lexie consola Mark. Depois que o bebê de Mark e Callie nasceu, Mark diz a Lexie que ela é a única coisa que falta para tornar sua vida perfeita. Lexie explica que ela sempre vai amar Mark e vai voltar para ele se ele continuar a persegui-la, mas ela acredita que eles não são adequados porque eles têm desejos diferentes. Mark então concorda em deixá-la ir, dando a ela e a Jackson sua bênção.
Embora inicialmente feliz em seu relacionamento com Jackson, Lexie fica cada vez mais perturbada e frustrada quando descobre que Mark começou a namorar uma oftalmologista chamada Julia. Quando ela vê Mark e Julia flertando durante um jogo de caridade, o ciúme de Lexie leva a melhor sobre ela e ela joga uma bola em Julia, ferindo o peito dela. Jackson sente que Lexie ainda está apaixonada por Mark e termina seu relacionamento. Lexie começa a trabalhar sob o serviço de Derek e se torna cada vez mais proficiente em neurocirurgia, ajudando Derek com um conjunto de "casos sem esperança" - cirurgias de alto risco para pacientes que, de outra forma, ficaram sem opções. Durante uma cirurgia, Derek é chamado em uma emergência, deixando Lexie e Meredith para realizar o procedimento por conta própria. Embora Derek os tenha instruído a simplesmente reduzir o tumor cerebral do paciente, Meredith permite que Lexie o remova completamente, apesar de não ter sido autorizado pelo paciente ou por Derek a fazê-lo. As irmãs celebram a cirurgia bem-sucedida, mas Lexie fica arrasada quando descobre que o paciente sofreu danos cerebrais graves, perdendo assim a capacidade de falar. Alex, Jackson e April saem da casa de Meredith sem convidar Lexie para se juntar a eles, e com Derek e Meredith se acomodando com a bebê Zola, Lexie começa a se sentir solitária e isolada. Lexie fica de babá de Zola no Dia dos Namorados e pensa em confessar seus verdadeiros sentimentos a Mark. Mas depois de arranjar coragem para visitar seu apartamento, ela encontra Mark estudando com Jackson e perde a coragem, em vez disso, alegando que ela queria criar um playdate para as crianças. Quando Mark confidencia a Derek que ele e Julia têm discutido a mudança juntos, Derek avisa Lexie para não perder sua chance novamente, resultando em ela professando seu amor a Mark, que meramente agradece por sua franqueza. Mark depois confessa a Derek que ele sente o mesmo sobre Lexie, mas não tem certeza de como fazer as coisas. Dias depois, Lexie é nomeada como parte de uma equipe de cirurgiões que serão enviados a Boise para separar gêmeos siameses, junto com Mark, Meredith, Derek, Cristina e Arizona Robbins (Jessica Capshaw). Enquanto voam para o seu destino, o avião dos médicos cai em uma floresta e Lexie é esmagada sob os destroços da aeronave, mas consegue alertar Mark e Cristina para ajudá-la. Os dois tentam em vão libertar Lexie, que percebe que ela está sofrendo de um hemotórax e é improvável que sobreviva. Enquanto Cristina tenta encontrar um tanque de oxigênio e água para salvar Lexie, Mark segura a mão de Lexie e professa seu amor por ela, dizendo que eles vão se casar, ter filhos e viver a melhor vida juntos. Enquanto fantasiava sobre o futuro que ela e Mark poderiam ter tido juntos, Lexie sucumbe aos seus ferimentos e morre momentos antes de Meredith chegar. Os médicos remanescentes ficam encalhados na mata esperando por resgate, com Meredith chorando profusamente e Mark se recusando a soltar a mão de Lexie.
Na 9ª temporada, os cirurgiões restantes são resgatados dias depois. Ainda devastado pelo falecimento de Lexie, Mark aconselha seu protegido Jackson, "quando você ama alguém, diga a ela", o que Mark sentiu que não contou a Lexie o suficiente quando ela estava viva. Mark subsequentemente faz uma pausa termina com Julia, afirmando que ele sempre amou verdadeiramente Lexie. Mark é logo colocado em suporte de vida devido aos extensos ferimentos internos que ele sofreu durante o acidente de avião e, conforme determinado por sua vontade, as máquinas que o mantêm vivo estão desligadas, pois ele não mostrou sinais de acordar depois de 30 dias. Após a morte de Mark, flashbacks de vários momentos de sua vida mostraram que ele estava filmando o casamento de Callie e Arizona; No final de seu discurso de parabéns, Mark declara que Lexie era a única parceira verdadeira que ele queria envelhecer e dançar no casamento de seu neto. Quando os sobreviventes restantes do acidente de avião acumularem seu dinheiro de compensação para comprar o Seattle Grace Mercy West, eles concordam em renomeá-lo como "Grey Sloan Memorial Hospital" em homenagem a Lexie e Mark.
Na 15ª temporada, o espírito de Lexie aparece ao lado dos fantasmas de Mark, Derek, George e Ellis enquanto assistem Meredith deixar o hospital depois de tratar um paciente cuja família celebra o Dia dos Mortos.
Na 17ª temporada, Lexie é uma das pessoas que visita a Meredith na praia, enquanto elas estavam conversando se ela iria ficar na praia ou não, aparece o Mark e começa a falar pra Meredith que ainda está muito cedo pra ela morrer. Ao ver eles se olhando a Meredith pergunta se eles ainda estão juntos, e Mark responde que na praia dela eles estão, dai corta pra eles brincando no mar. Estando num balanço Lexie começa a perguntar pra Meredith qual a coisa favorita dela na sua vida atual, ela fica justificando que não consegue pensar nisso durante a pandemia, e Lexie começa a falar pra ela que apesar de tudo que está acontecendo, ela ainda tem que viver do melhor jeito que puder e apreciar os bons momentos, pois eles acabam rápido. Meredith começa a falar sobre como seu filho tentou fazer todos da familia rir pra aliviar o estresse e Lexie fala que essa é uma boa memória e começa a empurrar ela. Nos seus momentos finais juntos, Lexie e Mark conversam com Meredith sobre como as mudanças são importantes em uma vida e que se você continuar a lutar contra ela, você não vai ter tempo suficiente pra viver. Com isso Lexie pede para Meredith não despediçar sua vida e Mark fala para a Meredith enquanto olha pra Lexie, que ela não deve desperdiçar a chance de viver nem por um mínimo minuto.

## Desenvolvimento

### Casting e criação
Era como entrar no grupo ou no círculo de outra pessoa — era um pouco assustador no começo. Mas eu me diverti muito.

—Leigh em seus primeiros dias em Grey's Anatomy
Leigh apareceu pela primeira vez no programa durante os dois últimos episódios da terceira temporada como a meia-irmã de Meredith, Lexie Grey. Após a saída de Isaiah Washington, que interpretou Preston Burke, foi relatado que os executivos do programa estavam planejando adicionar novos membros no elenco, como Lexie. Ela foi oficialmente promovida para o elenco regular em 11 de julho de 2007, para a quarta temporada. Ao escolher Chyler Leigh como Lexie, a criadora de Grey's Anatomy, Shonda Rhimes, disse: "Nós nos encontramos com muitas atrizes jovens, mas Chyler se destacou - ela tinha uma qualidade que parecia certa e real para mim. Parecia que ela poderia ser irmã de Meredith, mas ela tinha uma profundidade que era muito interessante".
Em setembro de 2011, Leigh solicitou um hiato prolongado de verão para passar mais tempo com sua família. Isso foi concedido por Rhimes, e a atriz retornou em período integral em meados de outubro. A personagem de Leigh morreu no final da oitava temporada. Em maio de 2012, Rhimes revelou por que ela decidiu que Lexie morresse: "Eu amo Chyler e amo a personagem de Lexie Grey. Ela era um membro importante da família da minha Grey. Esta não foi uma decisão fácil. Mas foi uma decisão que Chyler e eu tomamos juntas. Tivemos muita discussão sobre isso e, finalmente, nós duas decidimos que este era o momento certo para a jornada de sua personagem terminar. Para mim, Chyler sempre permanecerá parte da família Shondaland e mal posso esperar para trabalhar com ela novamente no futuro." Após a morte de sua personagem, Leigh divulgou um comunicado dizendo:
No início deste ano, tomei a decisão de que a oitava temporada seria minha última em Grey's Anatomy. Eu me encontrei com Shonda [Rhimes] e trabalhamos juntas para encerrar adequadamente a história de Lexie. Tenho muita sorte de ter trabalhado com esse elenco e equipe incríveis por cinco temporadas. Minha experiência em Grey's Anatomy é algo que vou valorizar pelo resto da minha vida. Eu quero aproveitar esse momento para agradecer aos fãs. Seu amor e apoio incondicionais tornaram esses últimos cinco anos muito especiais para mim. Estou ansiosa pelo meu próximo capítulo e espero que você continue me seguindo na minha jornada.

### Caracterização
Lexie Grey está aqui agora. E ela está aqui para ficar. Eu amo que ela é um idiota. Sendo idiota, gosto das garotas com diarréia verbal. Porque não é fácil guardar todas as suas palavras - acredite em mim.

—Rhimes sobre a personalidade de Lexie

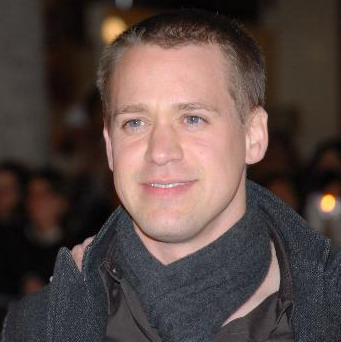
A amizade entre George O'Malley e Lexie foi bastante elogiada pelos fãs e pela crítica

A personagem de Leigh foi chamada de "confiável, confiável, tímida e apreensiva" pelos executivos de Grey's Anatomy. Em suas primeiras aparições, foi revelado que Lexie tem uma memória fotográfica, que ela aplicou à sua carreira cirúrgica. Isso a levou a ser apelidada de "Lexipedia" por Alex Karev. O personagem também foi descrito como uma "jovem inocente interno" por Alex Keen, do The Trades.
Sobre a personagem, Leigh disse: "Ela é uma pessoa muito vulnerável, com um histórico muito saudável - ela sabe como fazer bons relacionamentos, mas neste momento [quarta temporada], ela está enfrentando tanta oposição que está tentando se adaptar a isso". Debbie Chang, da BuddyTV, comentou a caracterização precoce de Lexie, incluindo seu relacionamento sexual com Karev:
Rivalizando sua meia-irmã Meredith com seu próprio conjunto de problemas com o pai, Lexie também está perfeitamente dentro do cronograma com os problemas com o namorado nesta temporada. Ela decidiu que poderia viver sendo o brinquedo de Alex, sem compromisso, mas quando o empurrão chegou, e [a ex-namorada de Karev] voltou para uma chamada de saque ou duas, ela mostrou suas verdadeiras cores cinza e não pôde continuar com o sexo sem emoção. Ela, no entanto, fez progressos consideráveis em seu relacionamento com Meredith.

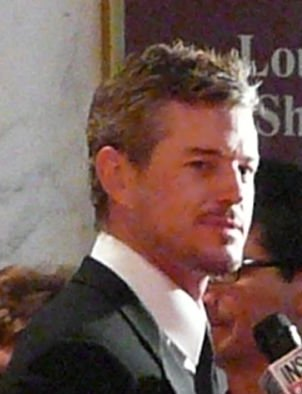
A relação entre os personagens de Leigh e de Eric Dane, Mark Sloan, foi elogiada pelos críticos e pelos fãs.

Semelhanças foram estabelecidas entre Lexie e Meredith. A escritora da série, Stacy McKee, comentou sobre isso:
Lexie está lutando para ser forte. Eu não sei se eu chegaria ao ponto de dizer, talvez, esse tipo de luta deve ocorrer na família, mas ... Tudo bem. Bem. Deve estar na família - porque Lexie, embora seja muito diferente de Meredith de muitas maneiras, dessa maneira - elas parecem exatamente iguais. Meredith e Lexie querem ter sucesso. Eles querem ser fortes. Eles querem se sentir normais. Eles querem muito ser inteiras. Mas é uma luta - uma luta genuína. Ser forte não vem naturalmente. Às vezes, elas precisam fingir.— Stacy McKee
Lexie entreteve vários relacionamentos ao longo de seu tempo em Grey's Anatomy. Em suas primeiras aparições, ela manteve uma forte amizade com George O'Malley até começar a desenvolver sentimentos românticos por ele. Rhimes disse: "Eu os amo como amigos. Eles são bons amigos. Todos nós temos aquele amigo que conhecemos na escola, na academia ou em algum outro lugar - nós apenas nos damos bem de cara. E imediatamente não houve fingimento. É pura honestidade. São Lexie e George. São realmente bons amigos e posso ver a amizade evoluindo para algo ainda maior. Pelo menos, é o que Lexie está esperando. Ela é o meu tipo de garota. A garota que gosta do cara porque ele é um cara BOM e é isso que George é. Ele é um cara legal e isso é algo que Lexie poderia usar agora. Ela está enfrentando seus próprios desafios com Meredith, perdendo sua própria mãe e tentando manter as coisas à tona. Estou torcendo por Lexie. Ela é meu tipo de garota e espero que ela consiga o que merece: amor. E mais beijos. Sempre deve haver isso. "
O relacionamento mais significativo de Lexie no show foi com Mark Sloan. Após a morte do personagem, Rhimes disse:
Honestamente, eu sempre senti que Mark e Lexie estavam destinados a ficar juntos. Se as coisas não tivessem saído do jeito que estavam nesta temporada, eu tinha uma coisa completamente diferente planejada para eles. Eu era uma das pessoas que amava Mark e Lexie juntos. Quando Mark e Lexie dizem "destinado a ser", não se tratava de atender os fãs. Foi assim que me senti. Era o que deveria acontecer, e era o que eu queria ver. Foi de partir o coração. Eu amei a ideia deles juntos. Eles tocaram muito bem juntos. Eles eram muito charmosos, engraçados e ótimos. Fizemos a cena em que Lexie confessa a Mark que ela ainda está apaixonada por ele. Isso foi agridoce para mim, porque foi como 'Olha, eles estão tão perto, tão perto! E ainda até agora'.

## Recepção

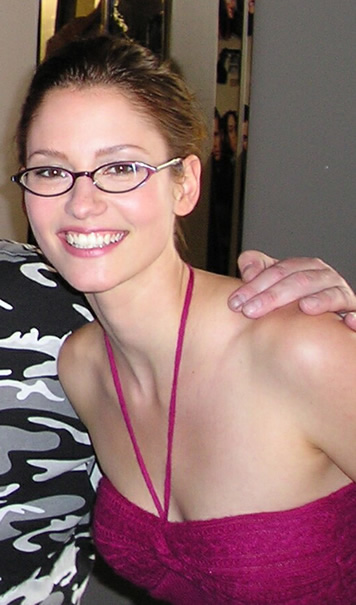
Tanto o personagem da performance de Lexie Grey quanto Chyler Leigh receberam um feedback positivo e elogios de críticos e fãs

Enquanto a recepção a Lexie Grey foi inicialmente mista, tanto a personagem quanto a performance de Chyler Leigh receberam feedback positivo e elogios à medida que seu papel na série progrediu, e Lexie logo se tornou a favorita dos críticos e fãs do programa. Eileen Lulevitch, revisora de entretenimento da TV Guide, elogiou a introdução de Lexie na quarta temporada. O ex-colunista do Star-Ledger, Alan Sepinwall, também foi favorável à chegada de Lexie ao Seattle Grace, sentindo que "ela ainda está sendo escrita como Meredith por volta da primeira temporada, na tentativa de nos fazer gostar dela, mas eu não me importei com a manipulação, nem que seja porque ainda existem poucos personagens neste programa para gostar. O revisor de televisão Buzzsugar também elogiou a introdução de Lexie na revisão da Buzzsugar. Por outro lado, a People estava inicialmente menos impressionado com Lexie e criticou a maneira como a personagem de Leigh se aproximou de sua irmã, chamando-a de "rude". Laura Burrows, do IGN, escreveu: "Tudo o que ela diz e faz é desagradável e prejudica alguém. Lexie é uma idiota e deve ser baleada, afogada ou explodida". Jennifer Armstrong, da Entertainment Weekly, também criticou as primeiras aparições de Leigh, referindo-se a ela como "estranha". No entanto, Armstrong observou mais tarde que o desenvolvimento "brilhante" da amizade entre Lexie e O'Malley "a conquistou".
A transição do personagem da quarta para a quinta temporada foi revisada positivamente, com Alex Keen do The Trades escrevendo: "Sua presença e confiança aumentaram bastante desde a última temporada, e a atriz Chyler Leigh faz um trabalho fantástico para fazer essa progressão parecer perfeita. Desde que a série amenizou a tensão entre 'Little Grey' e 'Big Grey' (também conhecida como Meredith), Lexie navegou pela temporada e rouba a cena como um dos melhores personagens atuais da série." O relacionamento romântico da personagem com o personagem de Eric Dane, Mark Sloan, foi aclamado, com Chris Monfette da IGN escrevendo: "O relacionamento honesto de Sloan com Lexie ajudou a tornar os dois personagens infinitamente mais interessantes e maduros". A BuddyTV elogiou o desenvolvimento e a progressão do relacionamento de Lexie e Mark ao longo da quinta temporada, dizendo: "Eles são lindos e podem se adaptar a um ambiente hostil". Michael Pascua do The Huffington Post elogiou o desempenho de Leigh e a evolução de Lexie na sexta temporada. Pascua escreveu que gostou do papel "humorístico" e "emocionalmente conectivo" de Lexie como um "personagem genuíno" durante a fusão e as demissões no hospital, comentando: "Ela ainda mantinha essa capacidade inteligente de repetir fatos (como os casos de fusão) e mostra uma domínio das situações médicas... Ela não deve se preocupar com a fusão porque é uma boa médica." Adam Bryant, do TV Guide, elogiou o "desempenho poderoso" de Leigh na sexta temporada, escrevendo: "É bom ver o vínculo que está crescendo entre Lexie e Meredith. De Meredith finalmente dizendo em voz alta como se sente sobre Lexie, até Lexie estar ao lado de Mer quando ela acorda, estou realmente feliz em ver essas irmãs felizes". A história de Lexie na sexta temporada também foi elogiada pelo PopSugar. Leigh serviu como vocalista principal no episódio musical sétima temporada de "Song Beneath the Song", e recebeu elogios de críticos de televisão, incluindo Mark Perigard do Boston Herald. O desempenho de Leigh no final da temporada oito, que também foi aparência final de sua personagem, foi considerado como "fenomenal" por Ben Lee do Digital Spy.
Lexie Grey foi listada nas "10 Médicas Mais Gostosas da Wetpaint na TV". Em 2007, no 14.º Screen Actors Guild Awards, Leigh e o resto do elenco de Grey's Anatomy receberam uma indicação para melhor elenco em série de drama.

## Ligações Externas
- Grey's Anatomy no ABC.com